# Mezzano Parpanese
Mezzano è una frazione del comune di Pieve Porto Morone posta a sud del centro abitato, sull'argine del Po.

## Storia
Mezzano Parpanese, ossia l'attuale frazione Mezzano, CC F178, era un'antica dipendenza del comune di Parpanese, attuale frazione di Arena Po, signoria del monastero di San Bartolomeo in Strada di Pavia, il cui capoluogo era posto a sud del Po; nel 1748 il comune di Mezzano, sorto probabilmente su un'isola fluviale, acquisì l'autonomia in seguito al trattato di Aquisgrana che aveva posto nel Po il nuovo confine fra il Piemonte e la Lombardia Austriaca, tagliando in due il vecchio comune. Unendo ciò che di Parpanese rimase in Lombardia con una parte del confinante municipio di Mezzano, che per il resto fu abolito e annesso a Pieve Porto Morone, sorse il nuovo municipio. Nel 1866 fu aggregato a Pieve Porto Morone.

## Società

### Evoluzione demografica
- Cassina del Mezzano: 130 nel 1751
- 79 nel 1805
- 78 nel 1861[2]